# Quan hệ Kurdistan – Tòa Thánh
Quan hệ Kurdistan – Tòa Thánh là quan hệ song phương giữa Tòa Thánh và Kurdistan. Tòa Thánh không có đại diện trong Vùng Kurdistan và khu vực bán tự trị này này không có đại diện tại Tòa Thánh.
Tổng thống Kurd Masoud Barzani đã gặp Giáo hoàng Gioan Phaolô II và hai người kế vị là Giáo hoàng Biển Đức XVI và Giáo hoàng Phanxicô khi thăm chính thức Vatican vào tháng 11 năm 2005, tháng 2 năm 2011 và tháng 5 năm 2014.
Thủ tướng Kurdish Nechirvan Barzani cũng đã gặp Giáo hoàng Phanxicô vào tháng 3 năm 2015, thảo luận về cuộc khủng hoảng nhân đạo ở khu vực người Kurd và Barzani nhấn mạnh hy vọng của mình để khuyến khích cộng đồng quốc tế ủng hộ nhân đạo vùng Kurdistan. Tại cuộc họp, Giáo hoàng Phanxicô ca ngợi bầu khí cởi mở của Kurdistan. Ngay sau đó, Giáo hoàng đã quyên gó[ một khoản không xác định cho Vùng Kurdistan để hỗ trợ số lượng giáo dân Thiên Chúa giáo di tản.
Trong cùng tháng đó, đặc sứ cá nhân của Giáo hoàng bao gồm Hồng y Fernando Filoni và một phái đoàn từ Giáo Đoàn Truyền giáo của Nhân Dân. Đây là chuyến thăm thứ hai của phái viên tới Erbil sau một chuyến thăm tương tự diễn ra vào tháng 8 năm 2014. Vào năm 2016, Giáo hoàng đã quyên góp 110.000 đô la cho Phòng khám St. Joseph ở Erbil, nơi có hàng ngàn người bị gạt bỏ khỏi rìa xã hội, và gửi một khoản tài trợ để di dời các Kitô hữu Iraq ở Erbil thông qua Viện trợ cho Giáo hội khi Hoạn nạn.
Vào tháng 3 năm 2016, một phái đoàn giáo hoàng do tổng giám mục Alberto Ortega Martin đứng đầu gặp Tổng thống Barzani, bày tỏ lòng biết ơn của Tòa Thánh đối với việc điều trị những người theo đạo Thiên Chúa ở vùng Kurdistan.
Vào tháng 1 năm 2018, Nechirvan Barzani đã gặp Giáo hoàng Phanxicô tại Rome, nơi họ đã giải quyết tình hình nhân đạo hiện tại ở vùng Kurdistan.